# Dendrocincla merula
Dendrocincla merula là một loài chim trong họ Furnariidae.